# Tecnologia da Grécia Antiga

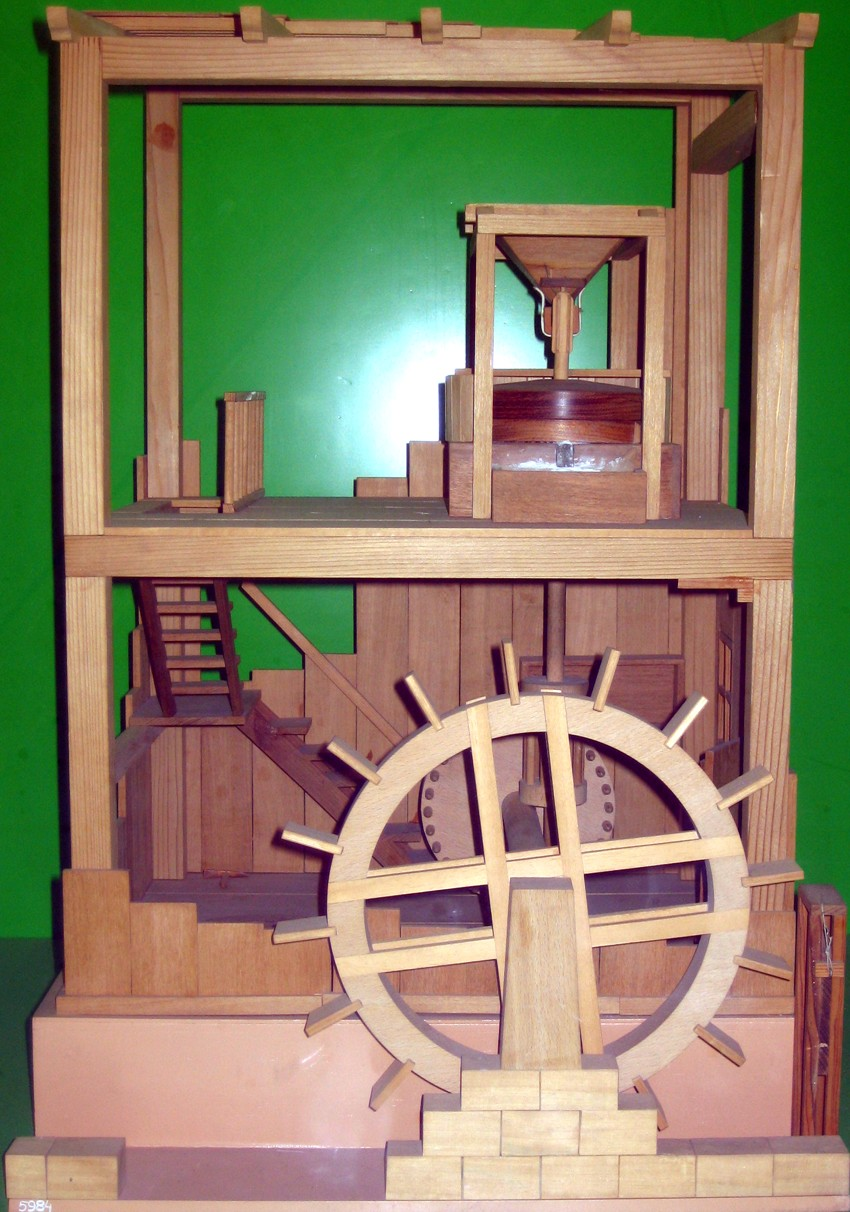
O moinho de água, como a primeira máquina que aproveita as forças naturais (além da vela) e, como tal, ocupando um lugar especial na história da tecnologia, foi inventado por engenheiros gregos em algum momento entre os séculos III e I aC. Aqui, um moinho romano conforme descrito por Vitrúvio.

A tecnologia grega antiga se desenvolveu durante o século V aC, continuando até e incluindo o período romano e além. As invenções que são creditadas aos gregos antigos incluem a engrenagem, parafuso, moinhos rotativos, técnicas de fundição de bronze, relógio de água, órgão de água, catapulta de torção, uso de vapor para operar algumas máquinas e brinquedos experimentais e um gráfico para encontrar números primos . Muitas dessas invenções ocorreram no final do período grego, muitas vezes inspiradas pela necessidade de melhorar armas e táticas de guerra. No entanto, usos pacíficos são mostrados pelo desenvolvimento inicial do moinho de água, um dispositivo que apontava para uma maior exploração em larga escala sob os romanos. Eles desenvolveram a agrimensura e a matemática em um estado avançado, e muitos de seus avanços técnicos foram publicados por filósofos, como Arquimedes e Heron.

## Tecnologia da água
Alguns campos abrangidos na área dos recursos hídricos (principalmente para uso urbano) incluíram a exploração de águas subterrâneas, construção de aquedutos para abastecimento de água, sistemas de saneamento de águas pluviais e residuais, proteção contra inundações e drenagem. construção e uso de fontes, banhos e outras instalações sanitárias e purgatórias, e mesmo usos recreativos da água. Excelentes exemplos dessas tecnologias incluem o sistema de drenagem encontrado na costa oeste daAnatólia, que apresentava uma estrutura de saída de alvenaria incomum que permitia a autolimpeza da saída de drenagem. A tecnologia, que demonstrou a compreensão grega da importância das condições higiênicas para a saúde pública, fazia parte de um elaborado sistema de drenagem e rede subterrânea de abastecimento de água.

## Mineração
Os gregos desenvolveram extensas minas de prata em Laurium, cujos lucros ajudaram a sustentar o crescimento de Atenas como cidade-estado. Envolvia extrair os minérios em galerias subterrâneas, lavá-los e fundi-los para produzir o metal. Ainda existem elaboradas mesas de lavagem no local, que utilizavam a água da chuva mantida em cisternas e coletada durante os meses de inverno. A mineração também ajudou a criar moeda pela conversão do metal em cunhagem. As minas gregas tinham túneis de até 330 pés de profundidade e eram trabalhadas por escravos usando picaretas e martelos de ferro. O minério extraído era levantado por pequenos baldes puxados por uma corda que às vezes era guiada por uma roda colocada contra a borda do poço da mina.

## Tecnologia militar
Os gregos foram responsáveis por desenvolver armas como a balista e o parazónio, uma adaga curta romana com origens gregas. Outra espada da Grécia Antiga é a Maquera, que, aparece várias vezes na Ilíada de Homero, mas não avulta como arma de combate, em vez disso trata-se de uma faca, seja como faca de cutelaria doméstica comum, seja como uma espécie de navalha multiusos, posta junto à bainha das espadas e que poderia servir, por exemplo, para extrair a ponta de uma flecha de uma ferida. As  catapultas foram criados possivelmente pelos gregos, durante o reinado de Dionísio I, como arma de guerra para ser usada em batalhas.

## Engenharia civil

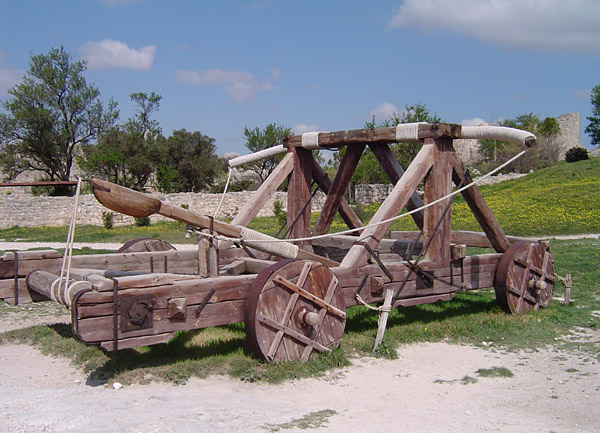
réplica de uma catapulta da época

Na Grécia Antiga, houve, pela primeira vez, a conexão entre a engenharia e a ciência, sendo um dos primeiros trabalhos considerando aplicações práticas de princípios físicos e matemáticos atribuído à Arquimedes, que criou um sistema capaz de transportar água para diferentes elevações.

### Canal dos Faraós
O Canal dos faraós foi a construção percursora do Canal de Suez. O canal ligava o Nilo ao Mar Vermelho através do rio Uadi Tumilate apesar de ser construído no mesmo vale. De acordo com as Heródoto, a primeira abertura do canal ocorreu durante o domínio do xá aquemênida Dario, o Grande, mas autores antigos, como Aristóteles, Estrabão e Plínio, o Velho alegavam de que ele não conseguiu completar o trabalho. Outra possibilidade é que o canal tenha sido concluído no período ptolemaico sob o governo de Ptolomeu II, quando os engenheiros gregos resolveram o problema da diferença de altitude através de eclusas

### Guindaste
Os primeiros guindastes foram inventados na Idade Antiga pelos gregos e eram movidos por homens e/ou animais de carga (como os burros). Esses guindastes eram usados para construção de carros e prédios. Guindastes maiores foram desenvolvidos posteriormente usando engrenagens movidas por tração humana, permitindo a elevação de cargas mais pesadas.